# Universities Space Research Association
Die Universities Space Research Association (USRA) ist eine gemeinnützige US-amerikanische Dachorganisation für universitäre Raumfahrt- und Luftfahrtforschung. Seit ihrer Gründung im Jahr 1969 hat sie ihren Sitz in Washington, D.C. Derzeit (März 2024) sind 117 Hochschulen Mitglied der Vereinigung. Alle Mitgliedsinstitutionen betreiben Graduiertenprogramme in Weltraumwissenschaften oder -technologie. Im Jahr 2016 hatte die USRA 105 Mitgliedshochschulen, davon 98 in den Vereinigten Staaten, vier in Europa, zwei in Israel, je eine in Australien, Neuseeland und Hongkong sowie je zwei in Korea und im Vereinigten Königreich, welches anscheinend nicht zu Europa zählt.

## Zielsetzung
Die USRA bietet einen „Mechanismus“, durch den Universitäten „effektiv“ miteinander, mit der Regierung und mit anderen Organisationen zusammenarbeiten können, um die Weltraumwissenschaft und -technologie „voranzutreiben“ und die Ausbildung in diesen Bereichen zu fördern. Ihr Auftrag soll durch ihre Institute, Zentren, Abteilungen und Programme erfüllt werden. Die Anzahl an Mitarbeitern in den Bereichen Verwaltung und Wissenschaft beträgt derzeit (März 2024) etwa 420. Ein Merkmal der USRA-Verwaltung ist ein System ständiger Gremien von technischen Experten aus der Forschungsgemeinschaft, die die Institute, Zentren, Abteilungen und Programme der USRA beaufsichtigen.

## Gründung und Zweck der USRA
Die USRA wurde 1969 auf Ersuchen der NASA unter der Schirmherrschaft der National Academy of Sciences (NAS) gegründet. Kurz vor der Mondlandung von Apollo 11 und der Rückgabe der Mondproben suchte die NASA nach einer neuen Partnerorganisation, um die Forschungsgemeinschaft einzubinden und zu organisieren.
James Webb, der NASA-Administrator, schrieb an den Präsidenten der National Academy of Sciences Frederick Seitz und schlug eine Universitätsvereinigung vor, die die Weltraumwissenschaft und -technologie fördern sollte. Das Ergebnis: die Gründung der USRA. Webb stellte sich vor, dass diese neue Vereinigung nicht nur in der Mondforschung mit der NASA zusammenarbeiten sollte, sondern auch in anderen wissenschaftlichen Disziplinen und Technologiebereichen, in denen sich die NASA im Zuge der Entfaltung ihrer Rolle in der Weltraumforschung engagieren würde.
Mit der Ausweitung des zivilen Raumfahrtprogramms auf Missionen in den Bereichen Heliophysik, Planetenforschung, Astrophysik, Geowissenschaften, Mikrogravitationsforschung und anderen Disziplinen sowie der Technologieentwicklung arbeitete die USRA mit der NASA zusammen. Alle von der USRA seit ihrer Gründung bis heute unternommenen Anstrengungen erfüllen ihren gemeinnützigen Zweck und verwirklichen auch Webbs Vision einer engen Partnerschaft und Einbindung der Universitäten.
Die erste Aufgabe der USRA war der Betrieb des Lunar Science Institute (LSI) und die Einbeziehung der wissenschaftlichen Gemeinschaft in die Analyse von Mondproben, die während der Apollo-Missionen zur Erde zurückgebracht werden sollten. Das Lunar Science Institute, das heute den Namen Lunar and Planetary Institute (LPI) trägt, förderte die enge Zusammenarbeit zwischen der NASA und der internationalen Forschungsgemeinschaft und trug zur Organisation einer neuen Forschungsdisziplin bei: der Mond- und Planetenforschung (engl. Lunar and Planetary Science). Das LPI war federführend bei Forschungsarbeiten, die zu neuen Erkenntnissen über die Entstehung des Mondes führten. Heute ist das LPI in der USRA-Einrichtung in der Nähe des Johnson Space Center (JSC) der NASA untergebracht und führt die wichtige Aufgabe der Organisation von Gemeinschaftsaktivitäten zur Unterstützung der Erforschung des Sonnensystems durch die NASA mit einem spezialisierten wissenschaftlichen und administrativen Personal fort.

## Chronik
Am 1. März 1968 kündigte Präsident Lyndon B. Johnson die Gründung des Lunar Science Institute (LSI) an, und die USRA wurde im folgenden Jahr als Mutterorganisation des LSI gegründet. Der Sitz der USRA befand sich zunächst an der University of Virginia, wo Professor A. R. Kuhlthau als erster Präsident der Vereinigung fungierte.
1976 wurde Alexander J. Dessler der zweite USRA-Präsident. Dessler verlegte den Sitz der Vereinigung an die Rice University in Houston, wo er als Vorsitzender der Abteilung für Weltraumphysik und Astronomie tätig war.
Im Jahr 1978 zog der Hauptsitz der USRA nach Columbia (Maryland) um.
David C. Black wurde im Jahr 2000 zum USRA-Präsidenten ernannt. Black war von 1988 bis 2001 Direktor des USRA-Instituts für Mond- und Planetenforschung und ist ein international anerkannter Forscher auf dem Gebiet der theoretischen Astrophysik und der Planetenforschung.
Jeffrey Isaacson wurde mit Wirkung vom 20. Oktober 2014 zum Präsidenten und CEO von USRA ernannt.
Im Jahr 2022 wurde der Hauptsitz der USRA nach Washington, D.C. verlegt.

## Weitere Programme
Die USRA verwaltete zunächst das Lunar Science Institute (später in Lunar and Planetary Institute umbenannt). Seit 1970 übernahm sie weitere Aufgaben im Bereich der universitären Raumfahrtforschung. Heute arbeiten USRA-Forscher mit Wissenschaftlern und Ingenieuren von Universitäten, Regierungen und Industrie in verschiedenen Gebieten der Raum- und Luftfahrt zusammen, darunter Astronomie und Astrophysik, Geowissenschaften, Mikrogravitation, Biowissenschaften, Weltraumtechnologie, Informatik und „fortschrittliche Konzepte“.
Die meisten USRA-Forschungsaktivitäten beinhalten auch eine entsprechende Bildungskomponente.

## Präsidenten der USRA
- A. Robert Kuhlthau (1969–1976)
- Alexander J. Dessler (1976–1981)
- Paul J. Coleman (1981–2000)
- David C. Black (2000–2006)
- Frederick A. Tarantino (2006–2014)
- Donald Kniffen (2014, geschäftsführend)
- Jeffrey Isaacson (seit 2014)

## Aktuelle Institute und Programme
- Lunar and Planetary Institute
- Earth from Space Institute (EfSI)[10]
- Research Institute for Advanced Computer Science (RIACS)[11]
- Subcontractor for Glenn Engineering and Research Support (GEARS)
- Center for Space Nuclear Research
- NASA’s Ames Research Center (NAMS)
- Air Force Research Laboratory (AFRL) Scholars Program[12]

## Ehemalige Institute und Programme
- Arecibo-Observatorium
- Center for Advanced Space Studies (CASS)
- Center for Program/Project Management Research (CPMR)
- Cooperative Program in Space Science (CPSS)
- Division of Space Life Sciences (DSLS)
- Education Programs Office at CASS
- Earth Sciences Applications Research Program (ESARP)
- Earth System Science Education for the 21st Century (ESSE 21)
- Earth System Science Program (ESSP) in Huntsville
- Goddard Earth Science Technology and Research (GESTAR)
- NASA Institute for Advanced Concepts (NIAC) Program
- NASA Internship Program
- NASA Post Doctoral Program (NPP)
- NASA Summer Faculty Research Opportunities (NSFRO)
- National Center for Earth and Space Science Education (NCESSE)
- National Center for Space Exploration Research on Fluids and Combustion (NCSER)
- Navy Astronomy Programs (NRL and USNO)
- Revolutionary Aerospace Systems Concepts – Academic Linkage (RASC-AL) Program
- Stratospheric Observatory for Infrared Astronomy (SOFIA)
- Technology Development and Aerospace Environments (TDAE)
- USRA Astronomy Program in Huntsville
- Visiting Researcher Exchange and Outreach (VREO) Program